# مسجد بلاكبول المركزي
مسجد بلاكبول المركزي (بالإنجليزية: Blackpool Central Mosque)‏، هو مسجد يقع في بلاكبول بإنجلترا، المملكة المتحدة.

## وصلات خارجية
- موقع مسجد بلاكبول المركزي.
- Blackpool Central Mosque. GENUKI